# Ernst Genzken
Karl Ernst Bernhard Genzken, auch Carl Ernst Bernhard Genzken (* 5. Dezember 1811 in Rostock; † 9. November 1882 in Schwarzenbek) war ein deutscher evangelisch-lutherischer Geistlicher und Autor.

## Leben
Genzken war ein Sohn des Pastors und späteren Dompropstes in Ratzeburg Carl Genzken. Friedrich Genzken war sein jüngerer Bruder. Nachdem er zunächst von seinem Vater Privatunterricht erhalten hatte, kam er mit 14 Jahren in Prima des Johanneums in Lüneburg. Von 1831 bis 1833 studierte er Evangelische Theologie an der Universität Göttingen und von Ostern 1833 bis 1834 an der Universität Halle. Nach 18 Monaten als Hauslehrer (Ostern 1834 bis Weihnachten 1835) wurde er am 21. Februar 1836 als Diaconus an die Nicolaikirche in Mölln berufen. Schon am 4. März wurde er Pastor primarius in Mölln. Im Februar 1846 wechselte er nach Schwarzenbek. Sein Nachfolger in Mölln wurde Adolf Moraht. 1867 wurde er zum Konsistorial-Assessor ernannt.

## Werke
- Festpredigten. Lüneburg: Herold & Wahlstab 1841
- Epistelpredigten auf alle Sonn-, Fest- und Feiertage des ganzen Kirchenjahrs; zunächst zum Vorlesen in Landkirchen. Lüneburg 1853
- Evangelienpredigten auf alle Sonn-, Fest- und Feiertage. Lüneburg 1861

Digitalisat, Bayerische Staatsbibliothek
- Evangelische Zeugnisse (Festpredigten bes. für Gründonnerstag und Charfreitag) aus den nachgelassenen Predigten des weil. Diaconus in Möllen H. M. F. Volbehr gesammelt und zum Druck befördert. Rendsburg: Oberreich 1862
- Erklärung des kleinen Katechismus Luthers (mit besonderer Berücksichtigung der biblischen Geschichte und der kirchlichen Pericopen) nebst einer Auswahl von Bibellectionen, Gesängen und Denksprüchcn und einem Anhang von Gebeten. Ein Lesebuch für den Schul- und Confirmationsunterricht. Lüneburg: Herold & Wahlstab, 1853; 2. Aufl. 1858; 3. Aufl. 1859; 4. Aufl. 1860; 5. Aufl. 1863
- Confirmutionsgedenkblatter mit Bibelsprüchen und Liederversen aus den Kernliedern der evangel.-luther. Kirche nebst bibl. Bildern u. Randzeichnungen. Magdeburg: Heinrichshofen 1856
- Das gute Recht unserer kirchlichen Symbole aus ihrem innern Entwicklungsgange geschichtlich nachgewiesen. Leipzig: Dörffling & Franko 1851

Digitalisat, Bayerische Staatsbibliothek
- Entwürfe zu Beichtreden über sammtliche Pericopen des Kirchenjahrs. Leipzig: Teubner 1860
- Nachrichten aus und über Ostindien für Freunde der Mission. Rendsburg 1851–1865
- Sebastian Friedrich Trescho's Sterbebibel: eine Auswahl aus der zweiten Auflage von 1767, im Auszuge. Leipzig: Schulze 1868

Digitalisat, Bayerische Staatsbibliothek